# Erika Connolly
Erika Connolly (ogift Brown), född 27 augusti 1998 i Modesto, är en amerikansk simmare.

## Karriär
Erika Connolly har tagit två guld och tre brons vid VM 2022. Vid OS 2020 tog hon brons på 4x100 meter frisim och silver på 4x100 meter medley. Vid OS 2024 tog hon silver i lagkappen 4x100 meter frisim.